# 2013年世界田径锦标赛波兰代表团
参加在 俄羅斯莫斯科举行的2013年世界田径锦标赛的波兰代表团取得了一枚金牌和一枚银牌，在奖牌榜上排第9名。

## 获得的奖牌
| 奖牌 | 运动员            | 项目     |
| ---- | ----------------- | -------- |
| 金牌 | Pawel FAJDEK      | 男子链球 |
| 銀牌 | Piotr MALACHOWSKI | 男子铁饼 |

## 引用
1. ↑  . 国际田联.   [2013-08-16]. （原始内容存档于2018-01-08）.（英文）